# Гаргуера
Гаргуера (ісп. Gargüera) — муніципалітет в Іспанії, у складі автономної спільноти Естремадура, у провінції Касерес. Населення — 127 осіб (2010).
Муніципалітет розташований на відстані близько 210 км на захід від Мадрида, 65 км на північ від Касереса.

## Демографія
Динаміка населення (INE ):

## Галерея зображень

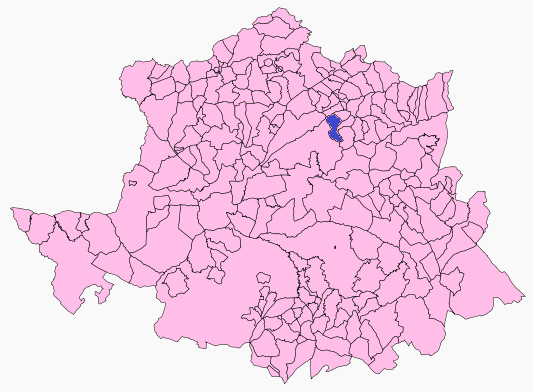
Розташування муніципалітету у провінції Касерес